# Kreiswinkel
Für viele Fragestellungen der Elementargeometrie, bei denen es um Winkel an Kreisen geht, lassen sich die im Folgenden erklärten Begriffe und Aussagen verwenden.

## Begriffe
Verbindet man die voneinander verschiedenen Endpunkte {\displaystyle A} und {\displaystyle B} eines Kreisbogens mit seinem Mittelpunkt {\displaystyle M} und einem Punkt {\displaystyle P} auf dem Kreisbogen, so liegen folgende Winkel vor:
- Umfangswinkel, Peripheriewinkel oder Sehnenwinkel (ϕ) nennt man einen Winkel {\displaystyle \angle APB}, dessen Scheitel {\displaystyle P} auf demjenigen Kreisbogen liegt, der den gegebenen Kreisbogen über [AB] zum vollständigen Kreis (dem Umkreis des Dreiecks ABP) ergänzt.
- Mittelpunktswinkel (μ): Ist {\displaystyle M} der Mittelpunkt des gegebenen Kreisbogens, so bezeichnet man den Winkel {\displaystyle \angle AMB} als den zugehörigen Mittelpunktswinkel (Zentriwinkel).
- Ein Sehnentangentenwinkel (τ) zum gegebenen Kreisbogen wird begrenzt von der Sehne [AB] und der Kreistangente im Punkt {\displaystyle A} bzw. {\displaystyle B}.

Viele Autoren von Geometrie-Lehrbüchern nehmen bei Umfangswinkeln, Mittelpunktswinkeln und Sehnentangentenwinkeln nicht Bezug auf einen gegebenen Kreisbogen, sondern auf eine gegebene Kreissehne [AB]. Legt man eine solche Definition zugrunde, so muss man zwei Arten von Umfangswinkeln unterscheiden, nämlich spitze und stumpfe Umfangswinkel. Als Mittelpunktswinkel definiert man in diesem Fall den kleineren der beiden Winkel, die von den Kreisradien [MA] und [MB] eingeschlossen werden. Die Formulierung der Sätze im nächsten Abschnitt muss bei Verwendung dieser Definition ein wenig variiert werden.

Umfangs-, Mittelpunkts- und Sehnentangentenwinkel

## Kreiswinkelsatz (Zentriwinkelsatz)
Der Mittelpunktswinkel (Zentriwinkel) eines Kreisbogens ist doppelt so groß wie einer der zugehörigen Umfangswinkel (Peripheriewinkel).

### Fall 1: Einer der Schenkel zum Umfangswinkel verläuft durch den Mittelpunkt
Die beiden Winkel {\displaystyle \angle MAP} und {\displaystyle \angle APM} sind beide gleich {\displaystyle \varphi }. Der Winkel {\displaystyle \angle PMA} beträgt entsprechend {\displaystyle 180^{\circ }-2\varphi } und {\displaystyle \mu } als dessen Nebenwinkel demnach {\displaystyle 180^{\circ }-(180^{\circ }-2\varphi )=2\varphi }.

### Fall 2: Der Mittelpunktswinkel beträgt 180°
Hier kann man von {\displaystyle P} aus eine Hilfslinie durch den Mittelpunkt ziehen und sieht sich dann zweimal dem Fall 1 gegenüber. Es gilt: {\displaystyle \mu =\mu _{1}+\mu _{2}=2\varphi _{1}+2\varphi _{2}=2(\varphi _{1}+\varphi _{2})=2\varphi }.
An dieser Stelle ist praktisch der Satz des Thales bewiesen, da {\displaystyle P} ja prinzipiell beliebig gewählt war.

### Fall 3:AMBPbildet ein reguläres, nicht überschlagenes Viereck
Die Argumentation ist dieselbe wie in Fall 2.

### Fall 4:AMBPbildet ein überschlagenes Viereck
Da das Dreieck {\displaystyle \triangle APM} gleichschenklig ist, sind die Winkel {\displaystyle \angle PAM} und {\displaystyle \angle MPA} beide gleich groß, hier: {\displaystyle \delta }. Nun ist auch das Dreieck {\displaystyle \triangle BPM} gleichschenklig, somit muss {\displaystyle \angle PBM=\varphi +\delta } gelten. Da die Scheitelwinkel bei {\displaystyle Q} gleich groß sind, müssen sich die beiden anderen Winkel der Dreiecke {\displaystyle \triangle QMA} und {\displaystyle \triangle QBP} zur selben Summe addieren:
{\displaystyle \angle AMQ+\angle QAM=\angle QPB+\angle PBQ}.
Setzen wir die bekannten Werte ein, so erhalten wir:
{\displaystyle \mu +\delta =\varphi +(\varphi +\delta )=2\varphi +\delta },
und es folgt auch in diesem Fall: {\displaystyle \mu =2\varphi }.

## Umfangswinkelsatz (Peripheriewinkelsatz, Sehnenwinkelsatz)
Alle Umfangswinkel (Peripheriewinkel) über einem Kreisbogen sind gleich groß. Dieser Kreisbogen heißt dann Fasskreisbogen.
Der Umfangswinkelsatz ist eine unmittelbare Konsequenz des Kreiswinkelsatzes: Jeder Umfangswinkel ist nach dem Kreiswinkelsatz halb so groß wie der Mittelpunktswinkel (Zentriwinkel). Also müssen alle Umfangswinkel gleich groß sein.

## Sehnentangentenwinkelsatz
Die beiden Sehnentangentenwinkel eines Kreisbogens sind so groß wie die zugehörigen Umfangswinkel (Peripheriewinkel) und halb so groß wie der zugehörige Mittelpunktswinkel (Zentriwinkel).

Sehnentangentenwinkelsatz:
Da gleichschenklig ist gilt:
Zusammen mit folgt:

{\displaystyle \delta =\gamma }

## Anwendung bei Konstruktionsaufgaben

### Umfangswinkelsatz
Insbesondere der Umfangswinkelsatz lässt sich nicht selten für geometrische Konstruktionen verwenden. In vielen Fällen sucht man die Menge (den geometrischen Ort) aller Punkte {\displaystyle P}, von denen aus eine gegebene Strecke (hier {\displaystyle {\overline {AB}}}) unter einem bestimmten Winkel erscheint. Die gesuchte Punktmenge besteht im Allgemeinen aus zwei Kreisbögen, den sogenannten Fasskreisbögen (Bild 1).
Bekanntlich ist bei einem Dreieck der anliegende Außenwinkel stets so groß, wie sie Summe seiner nicht anliegenden Innenwinkel. Auf Grund dessen gilt:
Liegt der Punkt {\displaystyle C} des Dreiecks {\displaystyle ACP} innerhalb des Fasskreisbogens, so ist der Winkel {\displaystyle \gamma } gleich {\displaystyle \alpha +\beta } (Bild 2 mit Beispiel {\displaystyle \alpha =60^{\circ }}). Liegt dagegen der Punkt {\displaystyle C} des Dreiecks {\displaystyle APC} außerhalb des Fasskreisbogens, so ist der Winkel {\displaystyle \alpha } gleich {\displaystyle \beta +\gamma } (Bild 3 mit Beispiel {\displaystyle \alpha =60^{\circ }}).

Bild 1: Skizze zum Fasskreisbogenpaar

Bild 2: Ist Punkt innerhalb des Fasskreisbogens, dann

Bild 3: Ist Punkt außerhalb des Fasskreisbogens, dann

Der Beweis des nachfolgenden Anwendungsbeispiels beruht auf einer mehrfachen Anwendung des Umfangswinkelsatzes  (Bild 4):

Bild 5: Skizze zum Anwendungsbeispiel (Spezialfall)

Bild 4: Skizze zum Anwendungsbeispiel

Gegeben seien drei Geraden {\displaystyle g_{1}}, {\displaystyle g_{2}} und {\displaystyle g_{3}}, die sich im Punkt {\displaystyle S} schneiden. Von einem Punkt {\displaystyle P\neq S} werden jeweils die Lote auf {\displaystyle g_{1}}, {\displaystyle g_{2}} und {\displaystyle g_{3}} gefällt.
Dann stimmen die Innenwinkelweiten des entstandenen Dreiecks {\displaystyle ABC} mit den Schnittwinkelweiten der drei Geraden überein.
Beweis:
Betrachtet wird der Thaleskreis {\displaystyle k} über der Strecke {\displaystyle {\overline {PS}}} mit verschiedenen Peripheriewinkeln.
- Die Winkel {\displaystyle \angle BAC} und {\displaystyle \angle BSC} sind Umfangswinkel über dem zur Sehne {\displaystyle {\overline {BC}}} gehörigen (kleineren) Kreisbogen und haben deshalb dieselbe Weite {\displaystyle \alpha }.
- Die Winkel {\displaystyle \angle ACB} und {\displaystyle \angle ASB} sind Umfangswinkel über dem zur Sehne {\displaystyle {\overline {AB}}} gehörigen (kleineren) Kreisbogen und haben deshalb dieselbe Weite {\displaystyle \gamma }.
- Die Winkel {\displaystyle \angle g_{1}g_{3}} und {\displaystyle \angle CBA} haben wegen {\displaystyle \beta =180^{\circ }-\alpha -\gamma } dieselbe Weite {\displaystyle \beta }.

Damit ist die Aussage bewiesen.
Für den Spezialfall, dass die drei Geraden sich im Punkt {\displaystyle S} unter einem Winkel von jeweils {\displaystyle 60^{\circ }} schneiden, ergibt sich mit {\displaystyle \alpha =\beta =\gamma } als unmittelbare Folgerung (Bild 5):
Gegeben seien drei Geraden {\displaystyle g_{1}}, {\displaystyle g_{2}} und {\displaystyle g_{3}}, die sich im Punkt {\displaystyle S} unter einem Winkel von jeweils {\displaystyle 60^{\circ }} schneiden. Von einem Punkt {\displaystyle P\neq S} werden jeweils die Lote auf {\displaystyle g_{1}}, {\displaystyle g_{2}} und {\displaystyle g_{3}} gefällt.
Dann ist das Dreieck {\displaystyle ABC} gleichseitig.

### Kreiswinkelsatz
Der Kreiswinkelsatz eignet sich auch als Konstruktionsbaustein zur Lösung z. B. folgender Aufgaben:
- Zeichne ein Vierzigeck, bei dem die Seitenlänge {\displaystyle a} gegeben ist.

Hierfür wird zuerst der Umkreis eines Zehnecks mit nur einer Seitenlänge {\displaystyle a} konstruiert und anschließend zweimal hintereinander der Kreiswinkelsatz angewendet.
- Die Dreiteilung des Winkels mithilfe der Hyperbel; bereits im 4. Jhdt. nutzte Pappos für deren Lösung die Eigenschaften dieses Satzes (Bild 1).
- Es ist aus einer vorgegebenen Seitenlänge {\displaystyle a} ein Polygon zu konstruieren, das die doppelte Anzahl Ecken eines Polygons mit gleicher Seitenlänge hat (Bild 2).

Bild 1: Kreiswinkelsatz
Ansatz für die Dreiteilung eines beliebigen Winkels. Durch den Punkt verläuft später der rechte Ast der Hyperbel

Bild 2: Kreiswinkelsatz
Konstruktion eines Polygons bei gegebener Seitenlänge, das die doppelte Anzahl Ecken eines Polygons mit gleicher Seitenlänge hat.
Beispiel:
Die Seitenlänge des gesuchten Zwanzigecks (blau) ist gleich der des vorgegebenen Zehnecks.

Bild 3: Kreiswinkelsatz
Konstruktion eines Polygons bei gegebener Seitenlänge, das die halbe Anzahl Ecken eines Polygons mit gleicher Seitenlänge hat. Darin ist die Mittelsenkrechte von
Beispiel:
Die Seitenlänge des gesuchten Zehnecks (blau) ist gleich der des vorgegebenen Zwanzigecks.

- Es ist aus einer vorgegebenen Seitenlänge {\displaystyle a} ein Polygon zu konstruieren, das die halbe Anzahl Ecken eines Polygons mit gleicher Seitenlänge hat (Bild 3).